# La mia corsa
La mia corsa (Моята надпревара) е четвъртият студиен албум на италианската певица Анна Окса, издаден през 1984 от музикалната компания CBS.

## Песни
1. Non scendo (Няма да сляза) – 4:03 (текст: Оскар Авогадро — музика: Марио Лавеци)
2. La mia corsa (Моята надпревара) – 3:56 (текст: Алдо Таляпетра, Енио Фаварето — музика: Алдо Таляпетра)
3. 2093 – 3:32 (текст: Оскар Авогадро — музика: Франко Серафини)
4. Scaldandoci il cuore (Сгрявайки сърцата си) – 3:19 (текст: Оскар Авогадро — музика: Марио Лавеци)
5. Colpo di fulmine (Удар от мълния) – 3:38 (текст: Енрико Руджери — музика: Луиджи Скиавоне)
6. Eclissi totale (Пълно затъмнение) – 3:15 (текст: Оскар Авогадро — музика: Марио Лавеци)
7. Mai dire mai (Никога не казвай никога) – 3:20 (текст и музика: Маурицио Пиколи)
8. Le tue ali (Крилете ти) – 4:05 (текст: Даниеле Паче, Оскар Авогадро — музика: Марио Лавеци)
9. Tornerai (Ще се върнеш) – 3:48 (текст: Оскар Авогадро — музика: Бруно Тавернезе)
10. Primo amore, come stai (Моя първа любов, как си?) – 2:26 (текст: Оскар Авогадро — музика: Пиеро Касано)

|  | Тази страница частично или изцяло представлява превод на страницата La mia corsa в Уикипедия на италиански. Оригиналният текст, както и този превод, са защитени от Лиценза „Криейтив Комънс – Признание – Споделяне на споделеното“, а за съдържание, създадено преди юни 2009 година – от Лиценза за свободна документация на ГНУ. Прегледайте историята на редакциите на оригиналната страница, както и на преводната страница, за да видите списъка на съавторите. ВАЖНО: Този шаблон се отнася единствено до авторските права върху съдържанието на статията. Добавянето му не отменя изискването да се посочват конкретни източници на твърденията, които да бъдат благонадеждни. |